# Кнаани, Яаков
Яаков Кнаани (при рождении Яков Моисеевич Койфман; 15 июня 1894, Ганчешты, Кишинёвский уезд, Бессарабская губерния — 23 августа 1978, Иерусалим) — израильский лексикограф, автор монументального толкового словаря иврита в 18 томах אוצר הלשון העברית לתקופותיה השונות (оцар хаЛашон хаИврит лиТкуфотея хаШонот, 1960—1989).

## Биография
Яаков Кнаани родился под именем Янкев Койфман в Ганчештах, его отец Мойше Арн Койфман был приверженцем хасидизма. Рос в Болграде, где получил традиционное еврейское образование. Окончил Венский университет, одновременно изучал семитологию в еврейской учительской семинарии Pedagogium под руководством главного раввина Вены Гирша-Переца Хаеса (1876—1927, англ.). В 1925 году поселился в Иерусалиме и продолжил обучение в Еврейском университете.
После окончания университета на протяжении десяти лет работал научным секретарём редакционного совета Большого словаря иврита Бен-Йехуды под руководством профессоров Моше Цви Сегала (1876—1968, англ.) и Нафтали Герца Тур-Синая (1886—1973, англ.). Одновременно был ассистентом Хаима Иешуа Косовского (1872—1960, ивр.) в работе над проектом конкорданций к Мишне и Тосефте, а также ассистентом Аарона Меира Мазие в проекте Словаря терминологии медицинских и естественных наук. В эти годы Кнаани опубликовал конкорданции литургической литературы, биобиблиографию австрийского гебраиста Мозеса Шульбаума (1835—1920) и Элиезера Бен-Йехуды.
В 1960 году началась публикация многотомного Большого толкового словаря иврита. Было запланировано 9 томов, но уже на протяжении 1960-х годов вышло 11 томов и в последующие два десятилетия были изданы ещё 7, последние два уже после смерти составителя. Общий объём издания составил 6164 страницы, таким образом сделав его самым объёмным словарём иврита. Словарь включал лексемы всех периодов развития языка, в том числе вышедшие из употребления и архаизмы, арамейские заимствования, сленг и устоявшиеся идиомы.